# Nádasdy Tamás (vasi alispán)

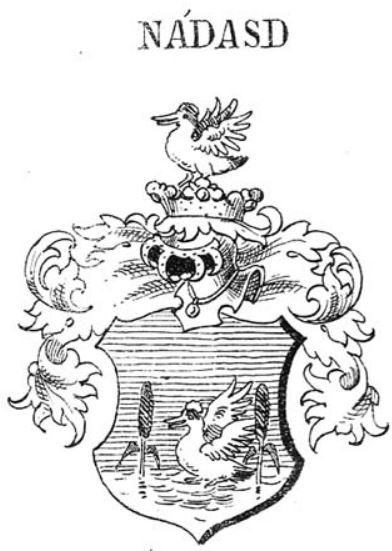
A Nádasdy család címere

Nádasdy Tamás (fl. 1586–1619), Vas vármegye alispánja, országgyűlési követe 1597-ben, földbirtokos.

## Családja és származása
Az ősrégi dunántúli nádasdi Nádasdy család köznemesi ágának a sarja. Apja Nádasdy János (fl. 1518–1549), földbirtokos, anyja damonyai Damonyay Krisztina (fl. 1554). Az apai nagyszülei ifjabb Nádasdy László (fl. 1494–1526), földbirtokos és borhidai Ebres-i Ilona (fl. 1496–1518) voltak. Az apai nagyapai dédszülei idősebb Nádasdy László (fl. 1435–1482), erdélyi alvajda 1465 és 1467 között és Sánkfalvy Katalin voltak. Az apai nagyanyai dédszülei Ebresi Miklós (fl. 1476), vasmegyei földbirtokos, és Borhidai Anna (fl. 1476) voltak. Nádasdy Tamás vasi alispánnak a fivére Nádasdy Pál, földbirtokos, aki 1584 és 1586 között Vas vármegye alispánja volt. Apjának az unokatestvére báró nádasdi és fogarasföldi Nádasdy Tamás (1498–1562) a Magyar Királyság nádora.

## Élete
1586-ben, 1589-ben, valamint 1592-ben Vas vármegye egyik alispánjaként szolgált lukafalvai Zarka Lajos alispán mellett. 1595-től Nádasdy Tamás vasi alispán volt Zichy György alispán mellett. 1595. április 10-én a Vas vármegyei közgyűlésen a vármegye hadi népének kapitányául arra az esztendőre Nádasdy Tamás alispánt választották meg. 1596. október 17-én a Vas vármegyei közgyűlés rendelkezésének értelmében a vármegyei hadakat az egyik alispán tartozott vezetni az akkori hadjárat során. A rendelkezés ellen tiltakozást terjesztett elő Nádasdy Tamás alispán, mivel ő nem akar a katonaság vajdája lenni. 1597. január 13-án a vármegye a Pozsonyba meghirdetett országgyűlésre Nádasdy Tamás alispánt és Hetyey Bálintot, a nádori hivatal helytartójának ítélőmesterét választotta meg követnek. 1598. szeptember 21-én a vármegyei közgyűlés Nádasdy Tamás alispánt megválasztotta a vármegye nemes személyektől toborzott katonaságának kapitányává és számára az ebben a hivatalban való fáradozásáért a nemesek adójából 100 forintot rendelt fizetségül. Az 1598-ban zajlott Buda ostromán vett részt; Nádasdy Tamás alispán lovát megölte egy ellenség puskalövése.
Zichy György és Nádasdy Tamás összetűzésbe kerültek a vármegye főispánjával gróf Zrinyi Györggyel. 1600. április 17-én a közgyűlésen a Zrinyi gróf követei bemutatták levelét, amelyen ünnepélyes tiltakozást terjesztett elő Zichy György és Nádasdy Tamás alispánok ellen, megintvén a nevezetteket, hogy önként mondjanak le hivatalukról, mert uruk nem kívánja továbbra is alispánoknak elfogadni őket, s nem akarja elfogadni az általuk, mint alispánok által hozott ítéleteket sem. 1600. november 25-én a közgyűlésen Zichy György és Nádasdy Tamás alispánok, miután engedélyt kaptak rá, önként és nyilvánosan leköszöntek hivatalukról. 1608. március 17-én a vármegyei közgyűlés Keserű István és Szelestey Ádám helyére új alispánokká választotta Nádasdy Tamást és Kisfaludy Balázst. 1619. május 6-án a közgyűlésen az alispán urak, tudniillik Nádasdy Tamás és Kisfaludy Balázs önként és a maguk jószántából lemondtak hivataluk további viseléséről. Némely főúr és nemes szorgalmatos kérésére és rábeszélésére azonban megváltoztatták elhatározásukat és megígérték, hogy bizonyos okokra nézve még egy rövid ideig, azaz a mai naptól számítva egy esztendeig megmaradnak hivatalukban.

## Házassága és leszármazottjai

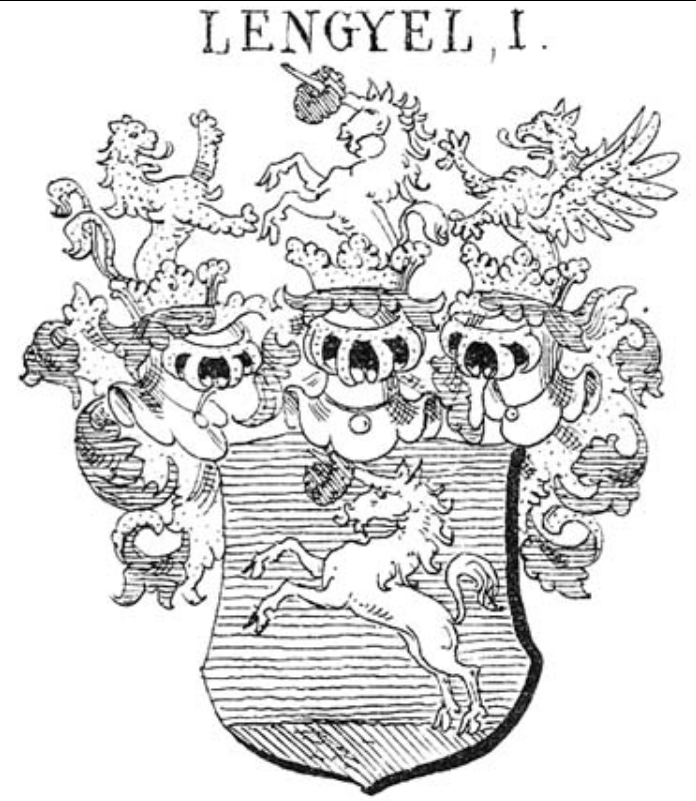
A lengyeltóti Lengyel család címere

Feleségül vette a lengyeltóthi Lengyel családnak a sarját, lengyeltóthi Lengyel Katalin (fl. 1613) kisasszonyt, akinek a szülei lengyeltóti Lengyel István (fl. 1567–1581), szigligeti várkapitány, földbirtokos, és dalkai Hathalmy Zsófia (fl. 1563) voltak. Az apai nagyszülei lengyeltóthi Lengyel Boldizsár (fl. 1516–1549), hadvezér, a szigligeti vár tulajdonosa, földbirtokos és Fajszy Katalin (fl. 1542) voltak. Lengyel Boldizsárné Fajszy Katalinnak a családja rangosnak és vagyonosnak számított; Katalin szülei Fajszy János (fl. 1505–1519), 1505-ben Somogy vármegye alispánja, földbirtokos és Somlyay Anna (fl. 1505–1518) voltak. Nádasdy Tamásné Lengyel Katalinnak az anyai nagyszülei dalkai Hathalmy György (fl. 1534–1567), semptei várnagy, földbirtokos és némai Kolos Erzsébet (fl. 1580) voltak. Hathalmy György apja dalkai Hathalmy Lázár (1480-1534), Veszprém vármegye alispánja, a veszprémi vár várnagya, földbirtokos volt. Hathalmy Györgyné némai Kolos Erzsébetnek a szülei némai Kolos Ambrus (fl. 1508–1518), királyi udvarnok (aulae regiae familiaris), veszprémi követ, földbirtokos és sávolyi Jósa Orsolya voltak; Kolos Ambrusnak az apja némai Kolos László (fl. 1481–1507), 1507-ben Drégely vára várnagya, 1493-ban a visegrádi vár várnagya, koronaőr, földbirtokos volt. Nádasdy Tamás és Lengyel Katalin frigyéből született:
- Nádasdy János, földbirtokos
- Nádasdy Boldizsár (fl. 1636–1664), Vas vármegye alispánja 1646 és 1656 között, országgyűlési követe 1659-ben, földbirtokos. Felesége:  tarródi és németszecsődi Tarródy Orsolya (fl. 1628–1638).
- Nádasdy Imre, földbirtokos. Felesége: nemes Peszenics Anna
- Nádasdy Krisztina. Férje: nemes Dániel Gáspár
- Nádasdy Orsolya. Férje: asszonyfalvi Ostffy Tamás, Vas vármegye alispánja, földbirtokos.